# Melanie Perkins
Melanie Perkins é uma empreendedora de tecnologia australiana. Ela é conhecida como CEO e cofundadora do Canva, uma ferramenta on-line de design e publicação que simplifica o design gráfico para todos.
Melanie é uma das CEOs mais jovens a liderar uma startup de tecnologia avaliada em mais de um bilhão de dólares. Melanie levantou mais de 166 milhões de dólares de investidores, incluindo o co-fundador do Google Maps Lars Rasmussen, o CFO do Yahoo! Ken Goldman e fundos como Bond, General Catalyst, Felicis Ventures e Blackbird.

## Primeiros anos
Melanie nasceu em Perth, Austrália. Ela frequentou o Sacred Heart College, e iniciou seu primeiro empreendimento aos 14 anos, criando lenços feitos à mão que vendia em lojas e mercados em Perth.

## Carreira

### Fusion Books
Melanie estudou Comunicação, Psicologia e Comércio na Universidade da Austrália Ocidental quando decidiu largar a Fusion Books, sua primeira empresa, uma ferramenta de design para anuários escolares, para testar a ideia do Canva.
Enquanto estava na universidade aos 19 anos, Melanie também estava ensinando programas de design para colegas. Então, ela criou o Fusion Books, que teve a ideia de capacitar os alunos a criar seus próprios anuários escolares usando uma ferramenta simples de arrastar e soltar, equipada com uma biblioteca de modelos de design que poderiam ser preenchidos com fotos, ilustrações e fontes. Durante cinco anos, a Fusion Books se tornou a maior empresa de anuários da Austrália e se expandiu para a França e a Nova Zelândia.

### Canva
Sabendo o tempo todo que a tecnologia que Melanie havia desenvolvido com a Fusion Books poderia ser aplicada de maneira mais ampla, ela decidiu desenvolver o Canva com os co-fundadores Cliff Obrecht e Cameron Adams.
Como CEO, Melanie lidera uma equipe de mais de 650 pessoas em três escritórios em Sydney, Manila e Pequim.